# Whitefield (Oklahoma)
Whitefield é uma cidade  localizada no estado norte-americano de Oklahoma, no Condado de Haskell.

## Demografia
Segundo o censo norte-americano de 2000, a sua população era de 231 habitantes.
Em 2006, foi estimada uma população de 222, um decréscimo de 9 (-3.9%).

## Geografia
De acordo com o United States Census Bureau tem uma área de
6,7 km², dos quais 6,3 km² cobertos por terra e 0,4 km² cobertos por água.

## Localidades na vizinhança
O diagrama seguinte representa as localidades num raio de 20 km ao redor de Whitefield.